# Ayman Baalbaki
Ayman Baalbaki (* 1975 in Odeisse, Libanon) ist ein libanesischer Künstler.

## Leben
Baalbaki studierte an der Université libanaise in Beirut und anschließend an der École nationale supérieure des arts décoratifs in Paris. Er gehört zu den Künstlern des Libanon, die bereits international in Europa und im arabischen Raum ausgestellt haben und zu den Problemen der jüngsten Vergangenheit ihrer Heimat Bezug nehmen. So wurde er durch die Darstellung von vermummten arabischen Kämpfern und Installationen mit Hinweisen auf Zerstörung, Vertreibung und Flucht bekannt. Nach dem letzten Libanonkrieg des Jahres 2006 entstanden Zeichnungen der Ruinen von  Beirut. Der iranische Kaufmann Ramin Salsali stellt in seinem Salsali Private Museum in Dubai, Vereinigte Arabische Emirate Werke von Baalbaki aus.

## Auszeichnungen
- 1996: Erster Preis  bei Empreintes, Maraya Gallery und Libanesisches Ministerium für Kultur und Erziehung, Beirut.
- 2003: Erster Preis  bei Cm³, Cité Internationale Universitaire de Paris (CIUP), Paris, 14. Arrondissement.
- 2005: Silbermedaille (Malerei): Spiele der Frankophonie, Niamey, Niger.

## Ausstellungen
E= Einzelausstellung, G=Gemeinschaftsausstellungen
- 2002: Contemporary Art Encounter: Imagining the Book, G; Bibliotheca Alexandrina, Alexandria, Ägypten.
- 2003: Cm³, G; Cité Internationale Universitaire de Paris.
- 2005: Thirty. Ayman Baalbaki and Shelagh Colcough, G; Studio 4-11, Belfast, Nordirland.
- 2008: Transfiguration Apocalyptique, E; Agial Art Gallery, Beirut.
- 2009: Rafia Gallery, Damaskus, Syrien.
- 2009: Ceci n'est pas la Suisse, E; Rose Issa Projects, London.
- 2010: Arabicity, G; The Bluecoat, Liverpool, England und Beirut Exhibition Center.
- 2010: Nujoom: Constellations of Arab Art, G; The Farjam Collection, Dubai International Financial Centre, Dubai, VAE.
- 2011: Beirut Again and Again, E; Rose Issa Projects, London.
- 2011: The Future of a Promise, E; Biennale di Venezia, Venedig.
- 2012: Art Is the Answer: Contemporary Lebanese Artists and Designers, G; Villa Empain, Brüssel.
- 2012: Hoods for Heritage, Installation. G; Wohltätigkeitsveranstaltung für das National Museum of Beirut.